# Kleck (gmina)
Kleck – dawna gmina wiejska istniejąca do 1939 roku w woj. nowogródzkim (obecnie na Białorusi). Siedzibą gminy było miasto Kleck (5671 mieszk. w 1921 roku), które stanowiło odrębną gminę miejską.
Początkowo gmina należała do powiatu słuckiego. 1 sierpnia 1919 r. gmina weszła w skład nowo utworzonego powiatu baranowickiego pod Zarządem Cywilnym Ziem Wschodnich. 7 listopada 1920 r. została przyłączona do nowo utworzonego powiatu nieświeskiego pod Zarządem Terenów Przyfrontowych i Etapowych. 19 lutego 1921 r. wraz z całym powiatem weszła w skład nowo utworzonego województwa nowogródzkiego.
1 października 1927 do gminy Kleck przyłączono część obszaru gminy Łań, natomiast część obszaru gminy Kleck włączono do gminy Snów.
Po wojnie obszar gminy Kleck wszedł w struktury administracyjne Związku Radzieckiego.

## Władze gminne
W 1927 r. na stanowisko wójta wybrano Ignacego Dzieminika, zastępcą wójta został Jan Konan, ławnikiem został p. Twarowski.
W 1930 r. w związku z rezygnacją ze stanowiska wójta gminy kleckiej pana Antoniego Łapkowskiego, odbyły się wybory nowego wójta gminy kleckiej, którym został wybrany pan Antoni Twarowski mieszkaniec wsi Babajewicze, gminy kleckiej.